# Wyżni Kostur
Der Wyżni Kostur ist ein Berg an der polnisch-slowakischen Grenze in der Hohen Tatra mit 2083 m im Massiv der Liptowskie Mury.

## Lage und Umgebung
Die Staatsgrenze verläuft über den Hauptgrat der Tatra, auf dem sich die Wyżni Kostur befindet. Unterhalb des Gipfels liegen zwei Täler, das Tal Dolina Pięciu Stawów Polskich im Norden und das Tal Dolina Ciemnosmreczyńska im Süden.
Vom Gipfel der Szpiglasowy Wierch im Osten wird der Wyżni Kostur durch den Bergpass Wyżnia Liptowska Ławka getrennt, von dem westlich gelegenen Gipfel Niżni Kostur durch den Bergpass Niżnia Liptowska Ławka.

## Etymologie
Der polnische Name Wyżni Kostur lässt sich als Höherer Kostur übersetzen.

## Flora und Fauna
Trotz ihrer Höhe besitzt der Wyżni Kostur eine bunte Flora und Fauna. Es treten zahlreiche Pflanzenarten auf, insbesondere hochalpine Blumen und Gräser. Neben Insekten und Weichtieren sowie Raubvögeln besuchen auch Murmeltiere und Gämsen den Gipfel.

## Besteigungen
Erstbesteigungen:
- Sommer: Zygmunt Klemensiewicz am 20. August 1905
- Winter: Adam Karpiński und Wilhelm Smoluchowski am 8. April 1925

## Tourismus
Auf die Wyżni Kostur führt derzeit kein markierter Wanderweg. Der geplante Kammweg wurde nie fertig gestellt. Ein gelb markierte Wanderweg führt jedoch nördlich unterhalb des Gipfels vom Bergpass Szpiglasowa Przełęcz in das Tal Dolina Pięciu Stawów Polskich. Als Ausgangspunkt für diesen eignen sich die Berghütten Schronisko PTTK nad Morskim Okiem sowie Schronisko PTTK w Dolinie Pięciu Stawów Polskich.

## Belege
- Zofia Radwańska-Paryska, Witold Henryk Paryski, Wielka encyklopedia tatrzańska, Poronin, Wyd. Górskie, 2004, ISBN 83-7104-009-1.
- Tatry Wysokie słowackie i polskie. Mapa turystyczna 1:25.000, Warszawa, 2005/06, Polkart, ISBN 83-87873-26-8.